# Batman contre Hulk
Batman contre Hulk (Batman vs. The Incredible Hulk: The Monster and the Madman) est un comics américain mettant aux prises Batman, propriété de DC Comics et Hulk, propriété de Marvel Comics. Ce crossover est réalisé par Len Wein (scénario) et José Luis Garcia-Lopez (dessin).

## Synopsis
Bruce Banner, qui à l'époque travaille pour la Wayne Inc., se trouve présent à une exposition de la Wayne Inc. sur une machine à rayons Gamma. Alors que le Joker tente de voler celle-ci dans le but d'en faire une arme meurtrière, Banner se transforme en Hulk. C'est à ce moment-là que le Chevalier Noir arrive pour déjouer la tentative du Joker, mais la présence de Hulk complique la tâche à Batman. Joker se sert d'Hulk pour couvrir sa fuite, laissant les deux s'affronter dans une bataille dantesque, digne de David et Goliath.

## Personnages
- Batman/Bruce Wayne
- Hulk
- Joker

## Éditions
- 1981 : DC Special Series #27 (DC Comics)
- 1982 : Collection Superman et Batman no 5 (Sagédition)
- 1995 : Batman vs. The Incredible Hulk (DC Comics)
- 2003 : Batman contre Hulk (Semic, collection « Batman hors-série »)